# Mông Dị Mâu Tầm
Dị Mâu Tầm（giản thể: 异牟寻; phồn thể: 異牟尋; bính âm: Yì Móuxún, 754-808）, là kì tôn của Các La Phượng, con của Phượng Già Di là một quốc vương của Nam Chiếu. Tại vị từ năm 779 đến năm 808.
Năm 779, Các La Phượng qua đời. Di Mâu Tầm kế vị. Tháng 10 cùng năm, Dị Mâu Tầm liên binh với Thổ Phồn lên đến 10 vạn quân, tấn công đất Thục của nhà Đường. Đại tướng nhà Đường là Lý Thịnh xuất quân cùng 4000 cấm binh, Kim Ngô đại tướng quân Khúc Hoàn suất 500 nghìn quân từ đất Bân, Lũng, Phạm. Liên quân Nam Chiếu-Thổ Phồn đại bại, Lý Thịnh truy kích đến tận Đại Độ Hà, liên quân Nam Chiếu-Thổ Phồn bị diệt 8-9 vạn người. Dị Mâu Tầm dời đô về Tư Thành (nay là thành cổ Đại Lý, Vân Nam). Thổ Phồn phong cho Dị Mâu Tầm là Nhật Đông Vương (日東王), xem Nam Chiếu là thuộc quốc, chiếm đoạt của cải, tài nguyên của Nam Chiếu.
Dị Mâu Tầm bất mãn trước lấn áp của Thổ Phồn, được Thanh bình quan Trịnh Hồi dẫn dắt, một lần nữa quy phục Đường. Năm Đường Trinh Nguyên thứ 9 (793), Dị Mâu Tầm giúp đỡ Kiếm Nam tiết độ sứ Vi Cao giáp công Thổ Phồn, có được cầu sắt và 16 thành, trừ khử Tiết Bắc tiết độ Chí Kiếm Xuyên, xưng Kiếm Xuyên tiết độ. Năm sau, Đường-Nam Chiếu lập minh ước, Di Mâu Tầm được nhà Đường sắc phong là Nam Chiếu Vương (南詔王). Thổ Phồn bắt đầu suy kiệt, Nam Chiếu trở thành cường quốc Tây Nam.
Dị Mâu Tầm tiếp tục bổ nhiệm người Hán Trịnh Hồi làm Thanh bình quan. Lần đầu tiên phái quý tộc cùng tử đệ đến Thành Đô học tập văn hóa Hán tộc, xúc tiến giao lưu văn hóa.
Năm 808, Dị Mâu Tầm qua đời, thụy hiện Hiếu Hoàn Vương, kì tử Tầm Các Khuyến kế vị.

## Niên hiệu
- Kiến Long: 780-783
- Thượng Nguyên: 784-?
- Nguyên Phong:?- 808